# Montemesola
Montemesola – miejscowość i gmina we Włoszech, w regionie Apulia, w prowincji Tarent.
Według danych na rok 2004 gminę zamieszkiwało 4277 osób, 267,3 os./km².